# دايسوكي سوزوكي
دايسوكي سوزوكي (鈴木 大輔) (ولد 29 يناير 1990) هو لاعب كرة قدم ياباني، شارك في دورة الألعاب الاولمبية الصيفية عام 2012 في المملكة المتحدة.

## روابط خارجية
- دايسوكي سوزوكي على موقع الاتحاد الدولي (مؤرشف)  (الإنجليزية)
- دايسوكي سوزوكي على موقع رابطة كرة القدم اليابانية للمحترفين (اليابانية)
- دايسوكي سوزوكي على موقع قاعدة بيانات كرة القدم.إي يو (الإنجليزية)
- دايسوكي سوزوكي على موقع ناشيونال فوتبول تيمز (الإنجليزية)
- دايسوكي سوزوكي على موقع Soccerway.com (الإنجليزية)
- دايسوكي سوزوكي على موقع عالم كرة القدم.نت (الإنجليزية)
- دايسوكي سوزوكي على موقع أوليمبيديا (الإنجليزية)
- دايسوكي سوزوكي على موقع AS.com (الإسبانية)

1. ↑  "معلومات عن دايسوكي سوزوكي على موقع int.soccerway.com". int.soccerway.com. مؤرشف من الأصل في 2017-10-17.
2. ↑  "معلومات عن دايسوكي سوزوكي على موقع static.fifa.com". static.fifa.com. مؤرشف من الأصل في 2019-12-19.
3. ↑  "معلومات عن دايسوكي سوزوكي على موقع national-football-teams.com". national-football-teams.com. مؤرشف من الأصل في 2019-03-21.

- Daisuke Suzuki career stats at worldfootball.net